# Bogomilism
Bogomilismul a reprezentat un curent religios dualist gnostic ce sintetizează paulicianismul armean și mișcarea reformatoare a bisericii slave din Bulgaria între 950 și 1396. Bogomilii se mai numeau patareni, babuni, albigenzi (catari) etc.

Răspândirea Bogomilismului

 Bogomilismul este o doctrină eretică creștină, bazată pe dualismul binelui și răului, larg răspândită în sec. 10-15, în Peninsula Balcanică și în Rusia.
Numele curentului religios provine de la presupusul Bogomil, călugăr bulgar cu intenții reformatoare, care se presupune a fi trăit către sfârșitul secolului al IX-lea. Potrivit Micului dicționar enciclopedic (p. 115) preotul Bogomil a predicat între 927 și 950 în Bulgaria. După alte surse, preotul Bogomil ar fi înființat bogomilismul în secolul al 10-lea, în timpul domniei țarului Petru I al Bulgariei. O mare parte din literatura bogomilică a fost distrusă de bisericile creștine din aceeași epocă. Cea mai timpurie descriere  a bogomililor este într-o scrisoare de la patriarhul Teofilact al Bulgariei către țarul Petru I al Bulgariei.
Ei respingeau printre altele semnul crucii, botezurile și ierarhiile bisericești. În urma prigoanei romanilor, paulicienii au fost deportați în alte regiuni din Asia Mică. De acolo, Împăratul Ioan Tzimiskes a strămutat iarăși un grup mare de paulicieni în jurul cetății Philippopolis  (Plovdiv, în Bulgaria de azi). 
Câteva mii de bogomili (paulicieni) s-au înrolat mai târziu în armata lui Alexius Comenul în campania împotriva normanzilor. Bogomilii l-au trădat pe împărat într-o împrejurare, iar unitățile militare ale paulicienilor au fost desființate. A urmat imediat o revoltă a bogomililor la care au aderat români balcanici (vlahii) și sârbi Conducătorul răscoalei era  Travlos, fost curtean în slujba lui Alexius. Știind că resursele sale erau insuficiente, Travlos și-a stabilit tabăra sa într-o cetate părăsită din Veliatovo, lângă  Philippopolis și i-a atras pe pecenegi de partea sa. În anul 1086, împăratul Alexius a trimis imediat o armată sub comanda lui George Pacurianus. În bătălia care a urmat lângă Veliatova, Pacurianus și-a pierdut viața iar romanii au fost învinși. Alexius a pregătit o nouă armată și a pus-o sub comanda lui Taticius. În apropiere de râul Eurus (probabil râul Marița după cum a scris Ana Comnena) ambele armate stau față în față două zile fără a îndrăzni să atace. În a treia zi, armata pecenegilor începe retragerea îndreptându-se spre Dunăre.
Despre participarea românilor balcanici la revolta bogomililor și a vlahilor de la Veliatova există diverse referințe 
În 1205, paulicienii l-au sprijinit pe Ioan Asan, ducele vlahilor, să captureze orașul Philippopolis. Urmele cetății Veliatova au dispărut în decursul timpului și nu se mai cunoaște locul bătăliei. Isidor Ieșan a scris că majoritatea sectanților erau vlahi; de asemenea, cei mai multi vlahi sectanți s-au remarcat in Bosnia și Herțegovina unde au lăsat multe monumente funerare fără cruce.
Cei mai mulți vlahi bogomili au fost înregistrați, în documentele vremii, în Bosnia. În urma lor au rămas numeroase necropole cu lespezi decorate artistic dar fără semnul crucii. Marian Wenzel a scris că monumentele funerare au fost ridicate de către vlahi între secolele XI-XVI perioadă care coincide cu bogomilismul vlahilor din Bosnia. Monumentele funerare ale vlahilor bogomili mai sunt vizibile și astăzi atât in Bosnia cât și în Croatia, Muntenegru si Serbia.
O parte din bogomilii bulgari au ajuns în Banat în secolul XVII, unde sunt numiți și palkene sau palchene. Astăzi religia lor este romano-catolică.  Ei se trag dintr-un grup de bogomili din nordul și nord-vestul Bulgariei (din împrejurimile Nicopole, Ciprovți, Sviștov). Bulgarii bănățeni vorbesc o limbă aparte, un dialect bulgar oriental, cu influențe lexicale din germană, maghiară, română și sârbocroată. Sunt singurii bulgari care utilizează alfabetul latin. 